# Geography Markup Language
Geographic Markup Language (GML) este o gramatică XML definită de Open Geospatial Consortium (OGC) pentru a exprima trăsăturile geografice. GML servește ca limbaj de modelare pentru sistemele geografice, precum și ca un format de schimb deschis pentru tranzacțiile geografice de pe internet. Cheia utilității GML este capacitatea sa de a integra toate formele de informații geografice, inclusiv nu numai obiecte „vectoriale” sau obiecte discrete convenționale, ci și acoperiri (vezi și GMLJP2⁠(d)) și date ale senzorilor.

## Modelul GML
GML conține un set bogat de primitive care sunt utilizate pentru a construi scheme specifice sau limbaje ale aplicației. Aceste primitive includ:
- Caracteristică
- Geometrie
- Sistem de coordonate de referință
- Topologie
- Timp
- Caracteristică dinamică
- Acoperire (inclusiv imagini geografice)
- Unitate de măsură
- Directii
- Observații
- Regulile de stil pentru prezentarea hărții

Modelul original GML s-a bazat pe World Wide Web Consortium-ul  Resource Description Framework (RDF). Ulterior, OGC a introdus scheme XML în structura GML pentru a ajuta la conectarea diferitelor baze de date geografice existente, a căror structură relațională schemele XML mai ușor de definit. GML rezultat bazat pe schemă XML păstrează multe caracteristici ale RDF, inclusiv ideea elementelor copil ca proprietăți ale obiectului părinte (RDFS) și utilizarea referințelor la proprietăți la distanță.

### Profil
Profilurile GML sunt restricții logice pentru GML și pot fi exprimate printr-un document, o schemă XML sau ambele. Aceste profiluri sunt menite să simplifice adoptarea GML, pentru a facilita adoptarea rapidă a standardului. Următoarele profiluri, definite de specificația GML, au fost publicate sau propuse pentru uz public:
- Un profil punctat pentru aplicații cu date geometrice punctiforme, dar fără a fi nevoie de o gramatică GML completă;
- Un profil GML cu caracteristici simple care acceptă tranzacții și cereri de caracteristici vectoriale, de exemplu cu un WFS;
- Un profil GML pentru GMLJP2⁠(d) (GML în JPEG 2000);
- Un profil GML pentru RSS.

Rețineți că profilurile sunt distincte de schemele pentru aplicații. Profilurile fac parte din spațiile de nume GML (Open GIS GML) și definesc subseturi restrânse de GML. Schemele de aplicații sunt vocabulare XML definite utilizând GML și care trăiesc într-un spațiu de nume țintă definit de aplicație. Schemele de aplicații pot fi construite pe anumite profiluri GML sau pot utiliza setul complet de scheme GML.
Profilurile sunt adesea create în sprijinul limbajelor derivate GML create în sprijinul anumitor domenii ale aplicației, cum ar fi aviația comercială, cartografierea nautică sau exploatarea resurselor.
Specificația GML (Deoarece GML v3.) Conține o pereche de scripturi XSLT⁠(d) (denumite de obicei „instrumentul de subset”) care pot fi utilizate pentru a construi profiluri GML.

#### Profil de caracteristici simple GML
Profilul de caracteristici simple GML este un profil mai complet al GML decât profilul de punct de mai sus și acceptă o gamă largă de obiecte de caracteristici vectoriale, inclusiv următoarele:
1. Un model cu geometrie redusă care permite 0d, 1d și 2d obiecte geometrice liniare (toate bazate pe interpolare liniară) și geometriile agregate corespunzătoare (gml: MultiPoint, gml: MultiCurve etc).
2. Un model de caracteristică simplificat care poate avea o adâncime de un singur nivel (în modelul general GML, nu este permisă cuibarea arbitrară a caracteristicilor și a proprietăților caracteristicii).
3. Toate proprietățile non-geometrice trebuie să fie tipuri simple de schemă XML - adică nu pot conține elemente imbrăcate.
4. Referințe la valoarea proprietății la distanță (xlink: href) la fel ca în specificația principală GML.

Deoarece profilul își propune să ofere un punct de intrare simplu, nu oferă suport pentru următoarele:
- acoperiri
- topologie
- observații
- obiecte de valoare (pentru datele senzorului în timp real)
- caracteristici dinamice

Cu toate acestea, susține o bună varietate de probleme din lumea reală.

#### Instrument subset
În plus, specificația GML oferă un instrument de subset pentru a genera profiluri GML care conțin o listă de componente specificată de utilizator. Instrumentul este format din trei scripturi XSLT. Scripturile generează un profil pe care un dezvoltator îl poate extinde manual sau îmbunătăți altfel prin restricționarea schemei. Rețineți că, ca restricții ale specificației GML complete, schemele de aplicații pe care le poate genera un profil trebuie să fie ele însele scheme de aplicații GML valabile.
Instrumentul de subset poate genera profile și din multe alte motive. Listarea elementelor și atributelor de inclus în schema de profil rezultată și rularea instrumentului rezultă într-un singur fișier de schemă de profil care conține doar elementele specificate de utilizator și toate declarațiile de element, atribut și tip de care depind articolele specificate. Unele scheme de profil create în acest mod acceptă alte specificații, inclusiv IHO S-57 și GML în JPEG 2000.

### Schema aplicației
Pentru a expune datele geografice ale unei aplicații cu GML, o comunitate sau o organizație creează o schemă XML specifică domeniului de interes al aplicației (schema aplicației). Această schemă descrie tipurile de obiecte ale căror date sunt interesate de comunitate și ce aplicații comunitare trebuie să expună. De exemplu, o aplicație pentru turism poate defini tipuri de obiecte, inclusiv monumente, locuri de interes, muzee, ieșiri rutiere și puncte de vedere în schema sa de aplicații . Aceste tipuri de obiecte la rândul lor fac referire la tipurile de obiecte primitive definite în standardul GML.
Unele alte limbaje de markup pentru geografie folosesc structuri de schemă, dar GML se bazează pe modelul de schemă XML existent în loc să creeze un nou limbaj de schemă. Schemele de aplicații sunt proiectate în mod normal utilizând ISO 19103⁠(d) (Informații geografice - Limbaj de schemă conceptuală) conform UML, apoi aplicația GML creată urmând regulile date în anexa E la ISO 19136.

#### Lista schemelor publice de aplicații GML
Urmează o listă a schemelor de aplicații GML cunoscute, accesibile publicului:
- AIXM⁠(d) Aeronautical Information eXchange Model (a se vedea http://aixm.aero - Schema conexă aviației comerciale)
- CAAML - Canadian Avalanche Association Markup Language
- CityGML - un model comun de informații și o schemă de aplicații GML pentru modele virtuale 3D de oraș/regional. [4]
- Acoperiri - un model de informație interoperabil, neutru de codare, pentru reprezentarea digitală a fenomenelor spațio-variabile (cum ar fi senzorii, imaginea, modelul și datele statistice), bazat pe modelul abstract al ISO 19123⁠(d)
- Limbajul de modelare a științelor climatice (CSML) [5]
- Schema aplicației Darwin Core GML. O implementare a schemei Darwin Core⁠(d) în GML pentru schimbul de date privind apariția biodiversității .
- GeoSciML⁠(d) - de la IUGS Commission for Geoscience Information Arhivat în 25 aprilie 2016, la Wayback Machine.
- GPML - limbajul de marcare GPlates⁠(d), un model de informații și o schemă de aplicații pentru placa-tectonică [6]
- InfraGML - o implementare GML inițiată în 2012[7], reflectând actualizarea lipsă de atunci a LandXML
- Scheme de aplicații INSPIRE [8]
- IWXXM⁠(d) - Schema aplicației GML pentru vremea aviației
- NcM /GML - NetCDF-GML[9]
- Schema de observații și măsurători pentru metadatele și rezultatele observației
- OS MasterMap GML [10]
- Schema SensorML⁠(d) pentru descrierea instrumentelor și lanțurilor de procesare
- Schema SoTerML⁠(d) pentru descrierea datelor despre sol și teren
- TigerGML - Recensământul SUA [11]
- Proiect de date privind calitatea apei Arhivat în 21 iulie 2008, la Wayback Machine. de la Departamentul de resurse naturale, New South Wales
- WXXM - Model de schimb de informații meteo

### GML și KML
KML, popularizat de Google, completează GML. În timp ce GML este un limbaj pentru codificarea conținutului geografic pentru orice aplicație, prin descrierea unui spectru de obiecte de aplicație și proprietățile acestora (de exemplu, poduri, drumuri, geamanduri, vehicule etc). KML este un limbaj pentru vizualizarea informațiilor geografice adaptate pentru Google Earth. KML poate fi utilizat pentru a reda conținut GML, iar conținutul GML poate fi „stilat” folosind KML în scopul prezentării. KML este în primul rând un transport de portretizare 3D, nu un transport de schimb de date. Ca urmare a acestei diferențe semnificative de scop, codificarea conținutului GML pentru portretizare utilizând KML are ca rezultat pierderea semnificativă și nerecuperabilă a structurii și identității în KML rezultat. Peste 90% din structurile GML (cum ar fi, pentru a numi câteva, metadate, sisteme de referință de coordonate, date orizontale și verticale, integritatea geometrică a cercurilor, elipse, arcuri etc.) nu pot fi transformate în KML fără pierderi sau codificare non-standard. În mod similar, datorită designului KML ca transport de portretizare, codificarea conținutului KML în GML va duce la pierderea semnificativă a structurilor de portretizare KML, cum ar fi regiunile, nivelul regulilor de detaliu, informațiile de vizualizare și animație, precum și informațiile de stil și reprezentarea pe mai multe scale. Abilitatea de a înfățișa marcatori de locație la mai multe niveluri de detalii distinge KML de GML, deoarece portretizarea este în afara scopului GML.

### Geometrii GML
GML codifică geometriile GML sau caracteristicile geometrice ale obiectelor geografice ca elemente din documentele GML în conformitate cu modelul „vector”. Geometriile acestor obiecte pot descrie, de exemplu, drumuri, râuri și poduri.
Tipurile cheie de obiecte geometrice GML în GML 1.0 și GML 2.0 sunt următoarele:
- Punct
- LineString
- Poligon

GML 3.0 și versiunile ulterioare includ, de asemenea, structuri pentru a descrie informațiile de „acoperire”, modelul „raster”, cum ar fi colectate prin intermediul senzorilor și imaginilor de la distanță, inclusiv a majorității datelor din satelit.

### Caracteristici
GML definește caracteristici distincte de obiectele geometrice. O caracteristică este un obiect de aplicație care reprezintă o entitate fizică, de exemplu, o clădire, un râu sau o persoană. O caracteristică poate avea sau nu aspecte geometrice. Un obiect de geometrie definește o locație sau o regiune în loc de o entitate fizică și, prin urmare, este diferită de o caracteristică .
În GML, o caracteristică poate avea diverse proprietăți geometrice care descriu aspecte geometrice sau caracteristici ale caracteristicii (de exemplu, proprietățile punctului sau extensiei caracteristicii). GML oferă, de asemenea, posibilitatea caracteristicilor de a partaja o proprietate de geometrie între ele utilizând o referință de proprietate la distanță pe proprietatea de geometrie partajată. Proprietățile la distanță sunt o caracteristică generală a GML împrumutat de la RDF. Un atribut xlink: href pe o proprietate de geometrie GML înseamnă că valoarea proprietății este resursa la care se face referire în link.
De exemplu, o caracteristică de construcție într-o anumită schemă de aplicație GML poate avea o poziție dată de tipul de obiect primitiv cu geometrie GML Point. Cu toate acestea, clădirea este o entitate separată de punctul care definește poziția sa. În plus, o caracteristică poate avea mai multe proprietăți geometrice (sau deloc), de exemplu o întindere și o poziție .

### Coordonatele
Coordonatele din GML reprezintă coordonatele obiectelor geometrice . Coordonatele pot fi specificate prin oricare dintre următoarele elemente GML:
```
 
<gml:coordinates>

 
<gml:pos>

 
<gml:posList>

```

GML are mai multe moduri de a reprezenta coordonatele. De exemplu, elementul <gml:coordinates> poate fi utilizat, după cum urmează:
```
 
<gml:Point
 
gml:id=
"p21"
 
srsName=
"http://www.opengis.net/def/crs/EPSG/0/4326"
>

  
<gml:coordinates>
45.67,
 
88.56
</gml:coordinates>

 
</gml:Point>

```

Rețineți că, atunci când sunt exprimate ca mai sus, coordonatele individuale (de exemplu, 88.56) nu sunt accesibile separat prin intermediul modelului de document XML, deoarece conținutul elementului <gml:coordinates> este doar un singur șir.

Pentru a face coordonatele GML accesibile prin XML DOM, GML 3.0 a introdus elementele <gml:pos> și <gml:posList>. (Rețineți că, deși versiunile GML 1 și 2 aveau elementul <gml:coord>, acesta este tratat ca un defect și nu este utilizat.) Folosind elementul <gml:pos> în loc de elementul <gml:coordinates>, același punct poate fi reprezentat după cum urmează:
```
 
<gml:Point
 
gml:id=
"p21"
 
srsName=
"http://www.opengis.net/def/crs/EPSG/0/4326"
>

  
<gml:pos
 
srsDimension=
"2"
>
45.67
 
88.56
</gml:pos>

 
</gml:Point>

```

Coordonatele unui obiect de geometrie <gml:LineString> pot fi reprezentate cu elementul <gml:coordinates> :
```
 
<gml:LineString
 
gml:id=
"p21"
 
srsName=
"http://www.opengis.net/def/crs/EPSG/0/4326"
>

  
<gml:coordinates>
45.67,
 
88.56
 
55.56,89.44
</gml:coordinates>

 
</gml:LineString >

```

Elementul <gml:posList> este utilizat pentru a reprezenta o listă de tupluri de coordonate, după cum este necesar pentru geometriile liniare:
```
 
<gml:LineString
 
gml:id=
"p21"
 
srsName=
"http://www.opengis.net/def/crs/EPSG/0/4326"
>

  
<gml:posList
 
srsDimension=
"2"
>
45.67
 
88.56
 
55.56
 
89.44
</gml:posList>

 
</gml:LineString >

```

Pentru serverele de date GML (WFS) și instrumentele de conversie care acceptă numai GML 1 sau GML 2 (adică doar elementul <gml:coordinates>), nu există o alternativă la <gml:coordinates>. Cu toate acestea, pentru documentele GML 3 și versiunile ulterioare, <gml:pos> și <gml:posList> sunt preferabile față de <gml:coordinates>.

### Sistem de referință de coordonate
Un sistem de referință de coordonate (CRS) determină geometria fiecărui element de geometrie într-un document GML.
Spre deosebire de KML sau GeoRSS⁠(d), GML nu este implicit la un sistem de coordonate atunci când nu este furnizat niciunul. În schimb, sistemul de coordonate dorit trebuie specificat în mod explicit cu un CRS. Elementele ale căror coordonate sunt interpretate cu privire la un astfel de CRS includ următoarele:
- <gml: coordonate>
- <gml: pos>
- <gml: posList>

Un atribut srsName atașat unui obiect de geometrie specifică CRS-ul obiectului, așa cum se arată în următorul exemplu:
```
 
<gml:Point
 
gml:id=
"p1"
 
srsName=
"#srs36"
>

   
<gml:coordinates>
100,200
</gml:coordinates>

 
</gml:Point>

```

Valoarea atributului srsName este un identificator de resurse uniform (URI). Se referă la o definiție a CRS care este utilizată pentru a interpreta coordonatele din geometrie. Definiția CRS poate fi într-un document (adică un fișier plat ) sau într-un serviciu web online. Valorile codurilor EPSG pot fi rezolvate utilizând registrul de date de parametri geodezici EPSG operat de Asociația Producătorilor de Petrol și Gaz la http://www.epsg-registry.org Arhivat în 9 august 2020, la Wayback Machine. .
URI-ul srsName poate fi, de asemenea, un nume de resursă uniformă (URN) pentru a face referire la o definiție CRS comună. OGC a dezvoltat o structură URN și un set de URN-uri specifice pentru a codifica unele CRS comune. Un rezolvator URN rezolvă acele URN la definițiile GML CRS.

## Exemple
Poligoanele, punctele și obiectele LineString sunt codificate în GML 1.0 și 2.0 după cum urmează:
```
   
<gml:Polygon>

     
<gml:outerBoundaryIs>

         
<gml:LinearRing>

             
<gml:coordinates>
0,0
 
100,0
 
100,100
 
0,100
 
0,0
</gml:coordinates>

         
</gml:LinearRing>

    
</gml:outerBoundaryIs>

   
</gml:Polygon>

   
<gml:Point>

    
<gml:coordinates>
100,200
</gml:coordinates>

   
</gml:Point>

   
<gml:LineString>

    
<gml:coordinates>
100,200
 
150,300
</gml:coordinates>

   
</gml:LineString>

```

Rețineți că Șir de linii de obiecte, împreună cu LinearRing obiecte, presupunem interpolare liniară între punctele specificate. De asemenea, coordonatele unui poligon trebuie să fie închise.

### Caracteristici folosind geometrii
Următorul exemplu GML ilustrează distincția dintre caracteristici și obiecte geometrice. Caracteristica Clădire are mai multe obiecte geometrice, partajând unul dintre ele (Punctul cu identificatorul p21) cu caracteristica SurveyMonument :
```
 
<abc:Building
 
gml:id=
"SearsTower"
>

     
<abc:height>
52
</abc:height>

     
<abc:position
 
xlink:type=
"Simple"
 
xlink:href=
"#p21"
/>

 
</abc:Building>

 
<abc:SurveyMonument
 
gml:id=
"g234"
>

     
<abc:position>

         
<gml:Point
 
gml:id=
"p21"
>

             
<gml:posList>
100,200
</gml:posList>

         
</gml:Point>

     
</abc:position>

 
</abc:SurveyMonument>

```

Rețineți că referința se referă la Punctul partajat și nu la SurveyMonument, deoarece orice obiect caracteristică poate avea mai multe proprietăți de obiect geometrie.

### Profilul punct
Profilul punct GML conține o singură geometrie GML, și anume un tip de obiect <gml: Point>. Orice schemă XML poate utiliza profilul punctului importându-l și făcând referire la subiectul <gml: punct> instanță:
```
 
<PhotoCollection
 
xmlns=
"http://www.myphotos.org"
 
xmlns:gml=
"http://www.opengis.net/gml"

   
xmlns:xsi=
"http://www.w3.org/2001/XMLSchema-instance"
 

   
xsi:schemaLocation=
"http://www.myphotos.org

   MyGoodPhotos.xsd"
>

   
<items>

     
<Item>

       
<name>
Lynn
 
Valley
</name>

       
<description>
A
 
shot
 
of
 
the
 
falls
 
from
 
the
 
suspension
 
bridge
</description>

       
<where>
North
 
Vancouver
</where>

       
<position>

         
<gml:Point
 
srsDimension=
"2"
 
srsName=
"http://www.opengis.net/def/crs/EPSG/0/4326"
>

           
<gml:pos>
49.40
 
-123.26
</gml:pos>

         
</gml:Point>

       
</position>

     
</Item>

   
</items>

 
</PhotoCollection>

```

Rețineți că, atunci când utilizați profilul punct, singurul obiect de geometrie este obiectul „<gml: punct>”. Restul geografiei este definit de schema de colectare a fotografiilor.

## Istorie

### Munca inițială - la lucrarea de recomandare OGC
Ron Lake a început să lucreze la GML în toamna anului 1998, în urma unor lucrări anterioare privind codificările XML pentru difuzarea radio. Lake și-a prezentat ideile timpurii la o întâlnire OGC din Atlanta, Georgia, în februarie 1999, sub titlul xGML. Aceasta a introdus ideea unui GeoDOM și noțiunea de Geographic Styling Language (GSL) bazată pe XSL . Akifumi Nakai de la NTT Data a prezentat, de asemenea, la aceeași întâlnire despre lucrările parțial în desfășurare la NTT Data privind o codificare XML numită G-XML, care a fost vizată de servicii bazate pe locație. În aprilie 1999, Galdos a creat echipa XBed (cu CubeWerx, Oracle Corporation, MapInfo Corporation, NTT Data, Mitsubishi și Compusult ca subcontractori). Xbed a fost axat pe utilizarea XML pentru geospațial. Acest lucru a dus la crearea SFXML (Simple Features XML) cu intrări de la Galdos, US Census și NTT Data. Galdos a demonstrat un motor de stil de hartă timpuriu care extrage date de pe un server de date "GML" bazat pe Oracle (precursorul WFS) la primul pat de test OGC Web Map în septembrie 1999. În octombrie 1999, Galdos Systems a rescris documentul SFXML într-o cerere de comentariu și a schimbat numele limbii în GML (Geography Markup Language). Acest document a introdus mai multe idei cheie care au devenit fundamentul GML, inclusiv 1) regula obiect-proprietate-valoare, 2) proprietăți la distanță (prin rdf: resursă) și 3) decizia de a folosi schemele de aplicații, mai degrabă decât un set de date statice. scheme. De asemenea, lucrarea a propus ca limbajul să se bazeze pe Resource Description Framework (RDF), mai degrabă decât pe DTD-urile utilizate în acel moment. Aceste probleme, inclusiv utilizarea RDF, au fost puternic dezbătute în cadrul comunității OGC în 1999 și 2000, cu rezultatul că documentul final de recomandare GML conținea trei profiluri GML - două bazate pe DTD⁠(d) și unul pe RDF - cu unul dintre DTD folosind o abordare a schemei statice. Aceasta a fost adoptată ca document de recomandare la OGC în mai 2000.

### Trecerea la schema XML - Versiunea 2.
Chiar înainte de adoptarea Documentului de recomandare la OGC, Galdos a început să lucreze la o versiune XML Schema a GML, înlocuind schema rdf: resursă pentru referințe la distanță cu utilizarea xlink: href și dezvoltând modele specifice (de ex. Barbari la poartă) pentru manipularea extensiilor pentru structuri complexe, cum ar fi colecțiile de caracteristici. O mare parte din lucrările de proiectare a schemei XML au fost realizate de domnul Richard Martell din Galdos, care a servit ca editor de documente și care a fost în principal responsabil pentru traducerea modelului GML de bază într-o schemă XML. Alte contribuții importante în acest interval de timp au venit de la Simon Cox (CSIRO Australia), Paul Daisey (Recensământul SUA), David Burggraf (Galdos) și Adrian Cuthbert (Laser-Scan). Corpul de ingineri al armatei SUA (în special Jeff Harrison) a susținut destul de mult dezvoltarea GML. Corpul de ingineri al armatei SUA a sponsorizat proiectul „USL Pilot”, care a fost foarte util în explorarea utilității conceptelor de legătură și stilare în specificația GML, lucrări importante fiind realizate de Monie (Ionic) și Xia Li (Galdos). Proiectul specificației Schemei XML a fost trimis de Galdos și a fost aprobat pentru distribuire publică în decembrie 2000. A devenit un document de recomandare în februarie 2001 și o specificație adoptată în luna mai a aceluiași an. Această versiune (V2.0) a eliminat „profilurile” din versiunea 1. și a stabilit principiile cheie, așa cum sunt subliniate în documentul original Galdos, ca bază a GML.

### GML și G-XML (Japonia)
Pe măsură ce aceste evenimente se desfășurau, lucrările continuau în paralel în Japonia cu privire la G-XML sub auspiciile Centrului japonez de promovare a bazelor de date sub conducerea domnului Shige Kawano. G-XML și GML au diferit în mai multe aspecte importante. Direcționat către aplicațiile LBS, G-XML a folosit multe obiecte geografice concrete (de ex Mover, POI), în timp ce GML a furnizat un set concret foarte limitat și a construit obiecte mai complexe prin utilizarea schemelor de aplicații. În acest moment, G-XML era încă scris folosind un DTD, în timp ce GML trecuse deja la o schemă XML. Pe de o parte, G-XML a necesitat folosirea multor construcții fundamentale, nu la momentul respectiv în lexiconul GML, inclusiv temporalitatea, referințele spațiale prin identificatori, obiectele care au istorii și conceptul de stilizare bazată pe topologie. GML, pe de altă parte, a oferit un set limitat de primitive (geometrie, caracteristică) și o rețetă pentru a construi tipuri de obiecte definite de utilizator (caracteristici).
Mai multe întâlniri ținute la Tokyo în ianuarie 2001 și care au implicat Ron Lake (Galdos), Richard Martell (Galdos), personalul OGC (Kurt Buehler, David Schell), dl Shige Kawano (DPC), dl Akifumi Nakai (NTT Data ) și Dr. Shimada (Hitachi CRL) au condus la semnarea unui MOU între DPC și OGC prin care OGC va încerca să injecteze elementele fundamentale necesare pentru a sprijini G-XML în GML, permițând astfel G-XML să fie scris ca GML schema aplicației. Acest lucru a dus la introducerea multor noi tipuri în lista obiectelor de bază ale GML, inclusiv observații, caracteristici dinamice, obiecte temporale, stiluri implicite, topologie și puncte de vedere. O mare parte din lucrări au fost realizate de Galdos în baza unui contract cu NTT Data. Acest lucru a pus bazele GML 3, deși s-a produs o nouă dezvoltare semnificativă în acest interval de timp, și anume intersecția dintre OGC și ISO/TC 211.

### Spre ISO - GML 3.0 extinde domeniul de aplicare al GML
Deși a existat o codificare de bază pentru majoritatea obiectelor noi introduse prin acordul GML/G-XML și pentru unele introduse de Galdos în cadrul procesului OGC (în special acoperiri), a devenit curând evident că puține dintre aceste codificări erau conforme cu abstract specificații dezvoltate de ISO TC / 211, specificații care deveneau tot mai mult baza tuturor specificațiilor OGC. Geometria GML, de exemplu, se bazase pe un model de geometrie anterior și doar parțial documentat (Simple Features Geometry) și acest lucru a fost insuficient pentru a susține geometriile mai extinse și complexe descrise în TC/211. Gestionarea dezvoltării GML a fost, de asemenea, modificată în acest interval de timp, cu participarea mult mai multor persoane. Contribuții semnificative în acest interval de timp au fost aduse de Milan Trninic (Galdos) (stiluri implicite, CRS), Ron Lake (Galdos) (Observații), Richard Martell (Galdos) (caracteristici dinamice).
La 12 iunie 2002, domnul Ron Lake a fost recunoscut de OGC pentru munca sa în crearea GML prin primirea premiului Gardels. Citarea premiului spune „În special, acest premiu recunoaște marea dvs. realizare în crearea limbajului de marcare geografică (GML) și munca dvs. sensibilă și eficientă unică pentru a promova reconcilierea diferențelor naționale pentru a promova standardizarea semnificativă a GML la nivel global nivel." Simon Cox (CSIRO) și Clemens Portele (Interactive Instruments) au primit ulterior premiul Gardels, în parte pentru contribuțiile lor la GML.

## Standarde
Open Geospatial Consortium (OGC) este o organizație internațională de standarde de consens voluntar ai cărei membri mențin standardul Geography Markup Language . OGC se coordonează cu organizația standardelor ISO TC 211 pentru a menține coerența între activitatea OGC și a standardelor ISO. GML a fost adoptat ca standard internațional (ISO 19136:2007) în 2007.
GML poate în versiunea 2.1 a Modelului Național de Schimb de Informații al Statelor Unite (NIEM).

### ISO 19136
ISO 19136 Informații geografice - Limbaj de marcare geografică, este un standard din familia ISO - a standardelor pentru informații geografice (ISO 191xx). A rezultat din unirea definițiilor Open Geospatial Consortium și a Geographic Markup Language (GML) cu standardele ISO-191xx.
Versiunile anterioare ale GML nu erau conforme ISO (GML 1, GML 2) cu versiunea GML 3.1.1. Conformitatea ISO înseamnă în special că GML este acum și o implementare a ISO 19107⁠(d) .
Limbajul de marcare geografică (GML) este o codificare XML în conformitate cu ISO 19118⁠(d) pentru transportul și stocarea informațiilor geografice modelate în conformitate cu cadrul de modelare conceptuală utilizat în seria ISO 19100 și care include atât proprietățile spațiale, cât și cele nespaciale ale caracteristicilor geografice. Această specificație definește sintaxa schemei XML, mecanismele și convențiile care:
- Oferiți un cadru deschis, neutru pentru furnizori, pentru definirea schemelor și obiectelor de aplicații geospațiale;
- Permiteți profiluri care acceptă subseturi adecvate de capabilități descriptive ale cadrului GML;
- Sprijină descrierea schemelor de aplicații geospațiale pentru domenii specializate și comunități de informații;
- Permiteți crearea și întreținerea schemelor și seturilor de date geografice legate de aplicații;
- Sprijină stocarea și transportul schemelor de aplicații și a seturilor de date;
- Sporiți capacitatea organizațiilor de a partaja schemele de aplicații geografice și informațiile pe care le descriu.

## linkuri externe
- ISO 19136: 2007 - Informații geografice - Limbaj de marcare geografică (GML)
- Specificații GML